# Posidonio (ingeniero)
Posidonio (en griego antiguo: Ποσειδώνιος/Posidonio)  fue un ingeniero militar macedonio que sirvió bajo Alejandro Magno.   Convencionalmente, se le conoce como Posidonio el Mecánico, para distinguirlo de Posidonio de Apamea .
Dirigido por Diades de Pela trabajó con el también ingeniero Carias,   para Filipo II de Macedonia y Alejandro Magno durante sus campañas contra el Imperio Aqueménida. Según el escritor griego Bitón, construyó hacia el año 330 a. C., un helépolis (una gran torre de asedio acorazada).